# Sweet Lovin' Baby
Sweet Lovin' Baby (スウィート・ラヴィン・ベイビー) est un manga yuri écrit et dessiné par Ebine Yamaji.

## Tankōbon
La série est reliée en un volume, publié par Shōdensha au japon le 8 mai 2003 puis dans la collection Asuka en France en 23 septembre 2004.
| no | Japonais       | Japonais      | Français          | Français      |
| no | Date de sortie | ISBN          | Date de sortie    | ISBN          |
| -- | -------------- | ------------- | ----------------- | ------------- |
| 1  | 8 mai 2003     | 4-39676-300-X | 23 septembre 2004 | 2-84965-025-0 |